# Giovanni Domenico Piana
Giovanni Domenico Piana (Ponna, 1708 – Serre, 9 febbraio 1769) è stato un ingegnere italiano.
Nato a Ponna, nel ducato di Milano (odierna provincia di Como), fu un illustre ingegnere militare. Molti storici lo considerarono erroneamente spagnolo, per tale motivo secondo Ulino è spesso citato nelle fonti come Juan Domingo Piana.
Operò presso la corte di Carlo III e di Ferdinando IV di Borbone delle Due Sicilie, progettando nel 1752 la Casina Reale di Caccia nel bosco di Persano  nei pressi degli scavi archeologici di Paestum non lontano da Salerno.
Morì a Persano nel 1769.